# Dobre (Lublin)
Pour les articles homonymes, voir Dobre.
Dobre (prononciation [ˈdɔbrɛ]) est un village de la gmina de Wilków du powiat d'Opole Lubelskie dans la voïvodie de Lublin, située dans l'est de la Pologne.
Il se situe à environ 4 kilomètres au nord-est de Wilków (siège de la gmina), 16 kilomètres au nord d'Opole Lubelskie (siège du powiat) et 47 kilomètres à l'ouest de Lublin (capitale de la voïvodie).

## Histoire
De 1975 à 1998, la ville est attachée administrativement à l'ancienne Lublin.

Depuis 1999, elle fait partie de la nouvelle voïvodie de Lublin.